# Lasiopogon woodorum
Lasiopogon woodorum är en tvåvingeart som beskrevs av Cannings 2002. Lasiopogon woodorum ingår i släktet Lasiopogon och familjen rovflugor. Inga underarter finns listade i Catalogue of Life.